# Dipodium conduplicatum
Dipodium conduplicatum är en orkidéart som beskrevs av Johannes Jacobus Smith. Dipodium conduplicatum ingår i släktet Dipodium och familjen orkidéer. Inga underarter finns listade i Catalogue of Life.